# サミー・アメオビ
サミュエル・"サミー"・アメオビ（Samuel "Sammy" Ameobi, 1992年5月1日 - ）は、イングランド出身のサッカー選手。ミドルズブラFC所属。兄のショラとトミもサッカー選手である。

## 経歴

### クラブ
2008年6月、ニューカッスル・ユナイテッドFCアカデミーに加入し、同年9月29日のブラックバーン・ローヴァーズFC戦でリザーブチームデビュー。2011年5月15日のチェルシーFC戦でトップチームデビューを果たす。この試合では兄のショラと共に出場し、1952年のジョージ・テッド兄弟以来、ニューカッスルで初めて兄弟でリーグ戦に出場した選手となった。
2017年7月、ボルトン・ワンダラーズFCへ1年契約で移籍。2019年6月、ノッティンガム・フォレストFCに加入。

### 代表
アフリカユース選手権2011前にトルコで行われたU-20ナイジェリア代表合宿に参加。サウジアラビア戦とエジプト戦の2試合に出場した。その後、U-21イングランド代表に招集され、ベルギー戦で初出場した。